# Melítids
Els melítids (Melittidae) són una família d'himenòpters apòcrits que inclou 187 espècies en 15 gèneres, restringida a Àfrica i la zona temperada de l'hemisferi nord.

## Característiques
Generalment són de mida petita a moderada; sovint tenen una escopa espessa per a la col·lecció de pol·len.

## Història natural
Solen ser oligolètiques, és a dir que col·leccionen pol·len d'unes poques espècies de plantes; això les fa eficients pol·linitzadors d'aquestes plantes. Algunes espècies s'especialitzen a col·leccionar oli florals en comptes de pol·len com a aliment per a les seves larves. Aquest és el cas de Rediviva emdeorum, una espècie desusada en la qual les tíbies de les potes anteriors són més llargues que el cos sencer i les usen com a esponges per ajuntar els olis acumulats en els esperons de flors de Diascia, la seva planta hoste.